# Tribrachidium
Tribrachidium is een geslacht van uitgestorven kwallen dat tot de Trilobozoa gerekend wordt. De naam van het geslacht werd voor het eerst gepubliceerd door Martin Glaessner in 1959. De term Tribrachidium ('kleine drie-arm') is een woordcreatie, die bestaat uit het oude Griekse τρία (tria) = 'drie', βραχίων (brachion) = 'arm, onderarm' en het Latijnse verkleinwoord achtervoegsel –idium. De soortnaam heraldicum verwijst naar de gelijkenis van het fossiel met het bekende heraldische symbool van de triskelion, zoals bijvoorbeeld gebruikt in het wapen van het eiland Man. Tribrachidium werd ontdekt in het Ediacara Member van het Rawnsley Quartzite in de Flinders-keten in Zuid-Australië en werd voor het eerst beschreven in 1966 door de Australische geoloog en paleontoloog Martin Glaessner.

## Beschrijving
Tribrachidium heraldicum wordt meestal verkregen als een negatieve afdruk aan de onderkant van zandsteenbanken, maar komt soms ook voor als positief. Bovendien werd omgekeerde inbedding uitgevoerd door het kantelen van het organisme, wat zeer zelden het geval is met andere fossielen van de Ediacarische biota. Er zijn ook laterale verplaatsingen bekend, die fossielen met karakteristieke, concentrische ringen produceerden.
Het cirkelvormige of bijna cirkelvormige fossiel, waarvan de diameter kan variëren van drie tot vijftig millimeter (meestal twintig tot dertig millimeter), heeft een drielobbige vorm met rechte of klaverbladachtige randen. Moderne kwallen zijn in vier (of een veelvoud daarvan) lobben verdeeld. Het centrale deel draagt drie ruggen resp. spiraalarmen die aan elkaar zijn gehaakt en negentig graden rechtsom zijn teruggedraaid. De platte schijven worden zelden meer dan twee millimeter dik. Het oppervlak van het fossiel wordt doorkruist door talloze radiale groeven, die bij grotere individuen het gehele oppervlak bedekken, maar komen alleen voor bij kleinere wanneer de armen naar de rand worden gebogen. Grotere individuen (diameter> vijftien millimeter) hebben een met tentakels afgeschermde zoom die niet voorkomt bij kleinere, rechtlijnig begrensde vormen. Er is een convexe verhoging (bulla) op elke bocht van de arm, die Jenkins (1992) interpreteerde als een gonade of voortplantingsorgaan.

## Leefwijze
Verondersteld wordt dat de Trilobozoa vrij rondgezwommen hebben of over de zeebodem gekropen hebben. Tribrachidium was een benthisch zacht lichaamsorganisme dat niet permanent maar slechts tijdelijk was verbonden met zijn substraat gemaakt van microbiële matten. Het fossiel was niet gelijkmatig verdeeld over de oceaanbodem, maar trad op in cohorten. Omdat het in zeer verschillende facies wordt gevonden, kan het worden geclassificeerd als een aanpasbare generalist.

## Reconstructie en familiaire status
Tribrachidium werd oorspronkelijk beschreven door Martin Glaessner als een problematisch taxon, dat verschilde van alle bekende diergroepen vanwege de triradiale symmetrie. Een oppervlakkige gelijkenis met edrioasteroide stekelhuidigen werd destijds overwogen door degenen die eraan werkten. Later verwierp Glaessner elke affiniteit voor Tribrachidium met eventuele recente stammen van het dierenrijk en liet diens taxonomische positie volkomen onduidelijk. Toch werd nog steeds een relatie met stekelhuidigen, sponzen en neteldieren (Cnidaria) overwogen. De herkenbare structuren op de slecht bewaarde Australische fossielen werden geïnterpreteerd als tentakels, als bijzondere armen of als een Y-vormige mondopening, maar de laatste hypothese werd weer losgelaten. Het voortbewegingsmechanisme van Tribrachidium is ook onbekend.
De ontdekking van nauw verwante Albumares en Anfesta en andere, veel beter bewaarde, Russische fossielen brachten Mikhail Alexandrovich Fedonkin ertoe om het nieuwe taxon Trilobozoa op te richten, een groep van uitgestorven driestralige, symmetrische organismen vergelijkbaar met holtedieren. De Trilobozoa vormde aanvankelijk slechts één klasse binnen de stam van de Coelenterata. In het verloop van de verdeling van de Coelenterata in de twee stammen Cnidaria en Ctenophora, werden de Trilobozoa echter tot een soort verheven. Fedonkin (1985) kon aantonen dat Tribrachidium de afdruk is van de bovenkant van het lichaam van een dier met bepaalde elementen van zijn externe en interne anatomie. De radiale groeven van het fossiel zijn afkomstig van radiale insnijdingen op het oppervlak van het levende dier, terwijl de drie met elkaar verbonden, spiraalvormig gedraaide armleuningen in het centrale deel afdrukken van holten in het lichaam reproduceren.

## Vindplaatsen
Andere vindplaatsen van Tribrachidium zijn de Mogilev-formatie op de Dniester in Podolië (Oekraïne) evenals de Verkhovka-formatie, de Zimnegory-formatie en de Yorga-formatie aan de Witte Zee in de Russische oblast Archangelsk.